# Р-29РМ
Р-29РМ «Штиль» (Індекс ГРАУ ВМФ: 3М37, за класифікацією МО США та НАТО: SS-N-18 «Skiff») — радянська триступінчаста рідинна міжконтинентальна балістична ракета підводних човнів, що перебувала на озброєнні підводних човнів проєкту 667БДРМ ВМФ СРСР, а згодом ВМФ РФ з другої половини 1980-х років. Розроблена у КБ ім. Макєєва. Прийнята на озброєння у лютому 1986 року.

## Зміст
Ракетний комплекс Д-9РМ із ракетою Р-29РМ було прийнято на озброєння у лютому 1986 року. Балістичними ракетами Р-29РМ комплексу Д-9РМ озброювалися атомні підводні човни проєкту 667БДРМ типу «Дельфін». Останній човен цього типу К-407 вступив у стрій 20 лютого 1992 року. Загалом ВМФ СРСР отримав сім ракетоносців проєкту 667БДРМ. Наразі вони перебувають у бойовому складі російського Північного флоту. На кожному ПЧ розміщується по 16 пускових установок РСМ-54 з чотирма ядерними блоками на кожній з ракет. Ці кораблі складають кістяк морської компоненти російських стратегічних ядерних сил (СЯС). На відміну від попередніх модифікацій сімейства 667, човни проєкту 667БДРМ можуть здійснювати пуск ракети в будь-якому напрямку щодо курсу руху корабля. Підводний пуск може здійснюватися на глибинах до 55 метрів за швидкості 6-7 вузлів. Всі ракети можуть бути запущені в одному залпі.

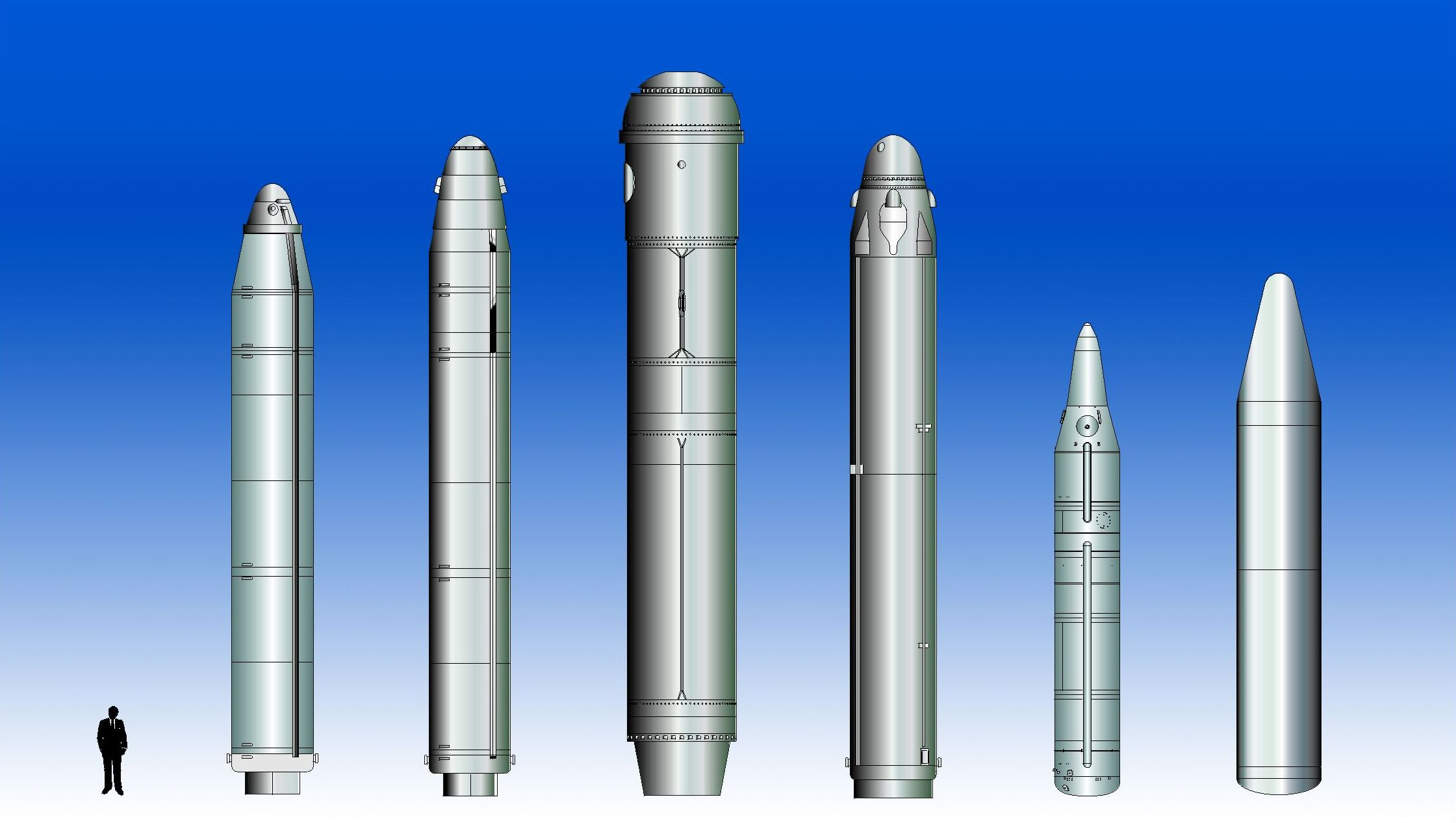
Порівняння деяких російськи та китайських БРПЧ; зліва направо: Р-29 «Висота», Р-29Р, Р-39, Р-29РМ «Штиль», JL-1, JL-2

З 1996 року виробництво ракет РСМ-54 було припинено, проте у вересні 1999 року уряд Росії ухвалив рішення про відновлення виробництва модернізованого варіанту РСМ-54 «Синева» на Красноярському машинобудівному заводі. Принципова відмінність цієї машини від її попередниці полягає в тому, що в неї змінено розміри ступенів, встановлено 10 ядерних блоків індивідуального наведення, підвищено захищеність комплексу від дії електромагнітного імпульсу, встановлено систему подолання ПРО противника. Ця ракета увібрала в себе унікальну систему супутникової навігації та обчислювальний комплекс «Малахіт-3», які призначалися для МБР «Барк».
6 серпня 1991 року під час операції «Бегемот» підводним ракетоносцем К-407 «Новомосковськ» було здійснено пуск з підводного положення повного боєкомплекту з 16 ракет Р-29РМ. Першу невдалу спробу проведення операції «Бегемот» було зроблено з борту К-84 у 1989 році. Запуск повного боєкомплекту з борту К-407 станом на лютий 2010 року залишається єдиним у світі (максимальна випробувана кількість ракет «Трайдент»-2 в одному пуску — 4 ракети).
У 1999 році один з підводних човнів цього типу — К-64, був виведений зі складу флоту і відправлений на завод «Зірочка», де човен переобладнано для виконання спеціальних завдань підводних сил ВМФ Росії. Назву К-64 змінено на БС-64. У 2002 році на човні вирізані ракетні відсіки.